# Кльоново (Ґолюбсько-Добжинський повіт)
Кльоново (пол. Klonowo) — село в Польщі, у гміні Збуйно Ґолюбсько-Добжинського повіту Куявсько-Поморського воєводства.
Населення — 256 осіб (2011).
У 1975-1998 роках село належало до Влоцлавського воєводства.

## Демографія
Демографічна структура станом на 31 березня 2011 року:
|          | Загалом | Допрацездатний вік | Працездатний вік | Постпрацездатний вік |
| -------- | ------- | ------------------ | ---------------- | -------------------- |
| Чоловіки | 133     | 36                 | 85               | 12                   |
| Жінки    | 123     | 25                 | 68               | 30                   |
| Разом    | 256     | 61                 | 153              | 42                   |